# جیمز بلیک (تنیس‌باز)
 جیمز بلیک (انگلیسی: James Blake؛ زاده ۲۸ دسامبر ۱۹۷۹) یک تنیس‌باز اهل ایالات متحده آمریکا است. 